# Tontelea laxiflora
Tontelea laxiflora är en benvedsväxtart som först beskrevs av George Bentham, och fick sitt nu gällande namn av Albert Charles Smith. Tontelea laxiflora ingår i släktet Tontelea och familjen Celastraceae. Inga underarter finns listade.